# Шевченко (Тельмановский район)
Шевченко (укр. Шевченко) — село на Украине, находится в Тельмановском районе Донецкой области. Под контролем самопровозглашённой Донецкой Народной Республики.

## География
В Донецкой области имеется ещё 17 одноимённых населённых пунктов, в том числе 2 села — Шевченко Новокатериновского сельского совета и Шевченко Кумачевского сельского совета — в соседнем Старобешевском районе; 1 село Шевченко в соседнем Новоазовском районе.

#### Соседние населённые пункты по странам света
С: Новая Марьевка
СЗ: Григоровка, Старомарьевка
СВ: Тельманово
З: Николаевка
В: Запорожец, Свободное
ЮЗ: Таврическое, Набережное
ЮВ: Дерсово
Ю: Луково, Приморское 

## Население
Население по переписи 2001 года составляло 205 человек.

## Общие сведения
Код КОАТУУ — 1424882908.  Почтовый индекс — 87152. Телефонный код — 6279.

## Адрес местного совета
87150, Донецкая область, Тельмановский р-н, с. Луково, ул. Первомайская, 12